# 菲茨傑拉爾德冰川
73°33′S 166°15′E / 73.550°S 166.250°E
菲茨傑拉爾德冰川是南極洲的冰川，位於博克格雷溫克海岸，最終注入紐恩斯夫人灣，由新西蘭探險隊踏足，現時由南極條約體系管理。